# Vadkov
Vadkov je malá vesnice, část městyse Lhenice v okrese Prachatice v Jihočeském kraji. Nachází se asi 2,5 kilometru jižně od Lhenic. Prochází zde silnice II/122. Vadkov je také název katastrálního území o rozloze 5,15 km².

## Historie
První písemná zmínka o vesnici pochází z roku 1300.

## Obyvatelstvo
| Rok            | 1869 | 1880 | 1890 | 1900 | 1910 | 1921 | 1930 | 1950 | 1961 | 1970 | 1980 | 1991 | 2001 | 2011 | 2021 |
| -------------- | ---- | ---- | ---- | ---- | ---- | ---- | ---- | ---- | ---- | ---- | ---- | ---- | ---- | ---- | ---- |
| Počet obyvatel | 221  | 209  | 196  | 160  | 183  | 182  | 182  | 127  | 133  | 120  | 103  | 83   | 81   | 82   | 81   |
| Počet domů     | 38   | 38   | 38   | 37   | 39   | 39   | 42   | 46   | 67   | 30   | 28   | 40   | 39   | 39   | 42   |

## Obecní správa
Při sčítání lidu v letech 1850–1963 Vadkov byl 
samostatnou obcí v okrese Prachatice. Od roku 1964 je částí městyse Lhenice v okrese Prachatice. V letech 1850–1899 k obci patřily Třešňový Újezdec a Vodice.

## Pamětihodnosti
- Výklenková kaplička Panny Marie při silnici ke Lhenicím (kulturní památka ČR)
- Přírodní památka Štěrbů louka